# Филинская волость
Филинская волость — низшая административно-территориальная единица (волость) в Тобольском уезде Тобольской губернии Российской Империи, РСФСР. Волостной центр — село Филинское. Ныне территория Тобольского района Тюменской области России.

## География
Главная река и географическая доминанта волости — Иртыш.

## Состав
Сёла:
- Романовское
- Филинское, с.

Деревни:
- Батова, д.
- Власова, д.
- Горно-Субботинская, д.
- Денщиковская, д.
- Застаричная, д.
- Островная, д.
- Савинова, д.
- Семейская, д.
- Слушкина, д.
- Стародеревенская, д.
- Тугалова, д.
- Филинская, д.
- Чембакчина, д.
- Юртинская, д.
- Чугасная д.
- Мысова-Тугалова д.